# واين ويب
واين ويب (بالإنجليزية: Wayne Webb)‏ هو لاعب البولنغ ‏ أمريكي، ولد في 4 أغسطس 1957.